# POLR2H
 Субъединица RPABC3 ДНК-управляемой РНК-полимеразы I, II и III  — белок, кодируемый у человека геном  POLR2H .
Этот ген кодирует одну из важнейших субъединиц РНК-полимеразы II, участвующей совместно с двумя другими эукариотическими ДНК-управляемыми РНК-полимеразами — I и III.

## Взаимодействия
POLR2H, как было выявлено, взаимодействует с POLR2C, POLR2G, POLR2A, POLR2B и POLR2E.